# ベーシック英語訳聖書
ベーシック英語訳聖書（ベーシックえいごやくせいしょ、英語: Bible In Basic English、略記：BBE）は、聖書のベーシック英語による翻訳。BBEは、ベーシック英語の基本語850語をおもに用いて、S・H・フック教授が翻訳したものである。基本語に加え、詩文の理解を助けるための単語 100語と、聖書固有の用語 50語を追加した、合わせて 1,000語の語彙の範囲で書かれている。このバージョンの聖書は、限られた教育しか受けていない英語話者や、第二言語としての英語が学ばれている地域でも十分にコミュニケーションが成り立つ。新約聖書は1941年、旧約聖書は1949年に出版された。
この聖書は、かつてはイギリスでもアメリカ合衆国でも著作権により保護されていた。出版されている書籍の著作権表示は「Copyrighted in the United States of America by E.P. Dutton & Co,. New York」となっていた。
報じられているところでは、イングランドでは著作権表示なしにケンブリッジ大学出版局から出版され、アメリカ合衆国にも流通していたが、時の経過の中で、万国著作権条約に基づいて著作権は失効し、パブリックドメインとなった。